# Ramapithecus

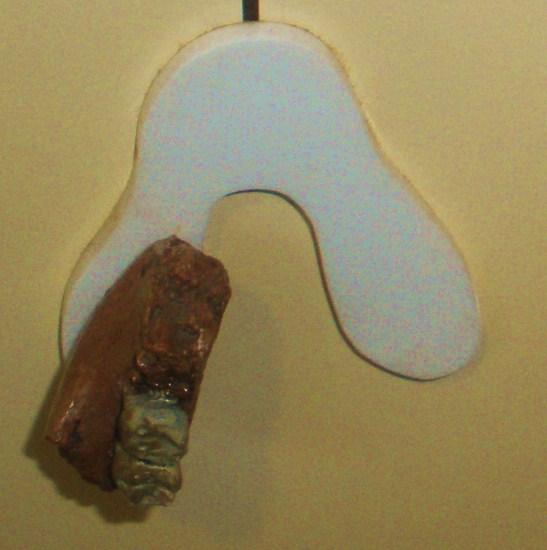
Zlomek čelisti rodu Sivapithecus, původně popsaný jako Ramapithecus punjabicus

Ramapithecus (česky též Ramapiték) je neplatné taxonomické označení, užívané zhruba do 80. let 20. století pro několik druhů vyhynulých hominoidů.
První ostatky dnes zrušeného rodu Ramapithecus byly nalezeny již na počátku 20. století poblíž obce Chinji v pohoří Siválik v severním Pákistánu. Paleontolog Guy Ellock Pilgrim je ale původně v roce 1910 popsal jako nový druh již známého rodu Dryopithecus - Dryopithecus punjabicus.
Nové rodové jméno Ramapithecus bylo navrženo až v roce 1934 na základě zlomků čelistí, které u obce Haritalyangar v indické části Sivalických hor nalezl v roce 1932 George Edward Lewis. Dochované zuby se svou morfologií podobaly chrupu vyspělých homininů. Lewis vyhynulého tvora nazval podle indického boha Rámy Ramapithecus brevirostris (česky „Rámova opice s krátkou tváří“). Domníval se, že by se mohlo jednat o přímého předka moderního člověka nebo o tvora velmi blízkého takovému předku.
Proti tomuto názoru vystoupil v roce 1935 antropolog Aleš Hrdlička, který předpokládal, že se jedná o vyhynulého lidoopa, který nemá s vývojem člověka žádnou souvislost.
Větší pozornost tak byla nálezům rodu Ramapithecus věnována až v roce 1961, kdy je Elwyn L. Simons po prostudování zařadil do lidské evoluční linie jako klíčový přechodný článek mezi lidoopy a lidmi. Simonsovu studii podpořil i David Pilbeam a společně záhy získali pro své závěry většinu odborné veřejnosti. Všechny dosavadní nálezy z oblasti severní Indie a Pákistánu (včetně druhu Dryopithecus punjabicus) navíc sjednotili pod označením Ramapithecus punjabicus. K rodu Ramapithecus byly kvůli určitým shodám v morfologii přiřazeny také ostatky z naleziště Fort Ternan v Keni, které Louis Leakey v roce 1961 popsal pod druhovým názvem Kenyapithecus wickeri. Ve starší literatuře se proto objevují jako Ramapithecus wickeri.
Podobně se o příslušnosti k rodu Ramapithecus uvažovalo i u dalších miocenních hominoidů, jako jsou například některé druhy rodu Dryopithecus (Ramapithecus hungaricus), Lufengpithecus (Ramapithecus hudienensis) nebo Ankarapithecus.
Ramapithecus byl zejména v 60. a 70. letech 20. století považován za nejstaršího předka moderního člověka a přímého předchůdce rodu Australopithecus. Stáří fosilií, určené na 10 - 14 milionů let, dobře odpovídalo tehdy uvažované době oddělení samostatné vývojové linie rodu Homo. V té době bylo toto oddělení předpokládáno asi před 15 miliony let, zatímco v současnosti se klade do doby asi před 6 - 8 miliony let.

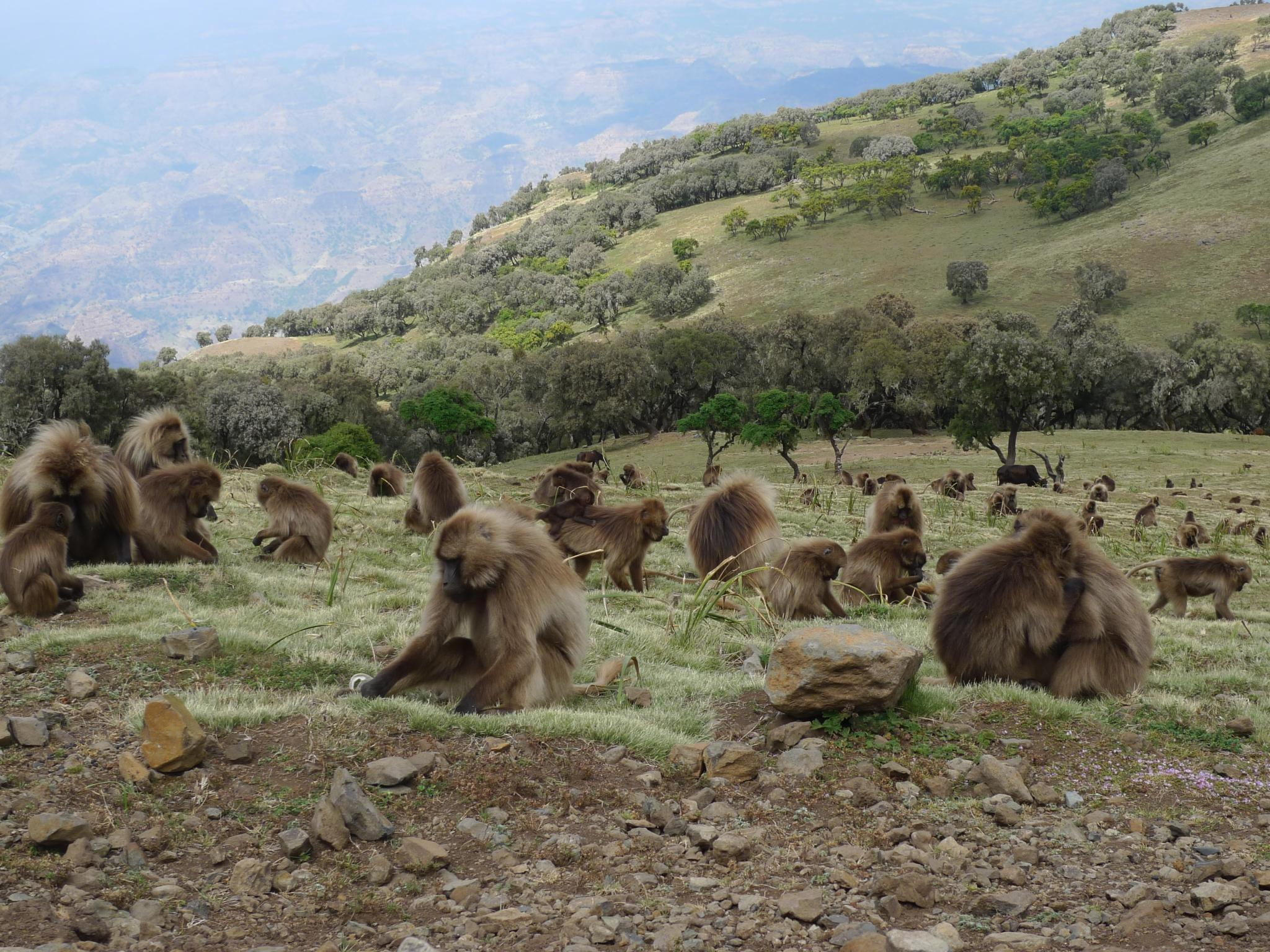
Paviáni dželada

Když Clifford Jolly v roce 1970 publikoval svoji teorii o vývoji člověka skrze stadium „požíračů semen“, vypadal Ramapithecus jako ideální představitel této vývojové fáze. I proto se předpokládalo, že žil v rodinných tlupách v otevřené travnaté krajině podobně jako paviáni dželada. Živit se měl tím, že ve vzpřímeném sedu sbíral semena trav. Sběrem drobných zrnek by tak jeho ruka mohla nabývat na obratnosti. K uvolnění předních končetin pro pozdější používání nástrojů mohla Ramapithecovi pomoci i domnělá schopnost příležitostně se pohybovat vzpřímeně po zadních končetinách.

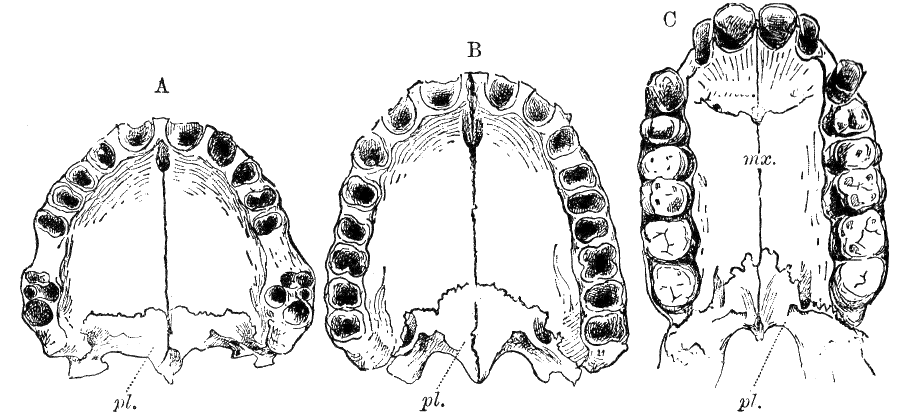
Srovnání tvaru zubního oblouku člověka (A, B) a orangutana (C)

Již v průběhu 70. let 20. století se objevovaly pochybnosti o významu rodu Ramapithecus v lidské evoluci. V roce 1976 David Pilbeam identifikoval v pohoří Siválik (nedaleko místa původního nálezu z roku 1932) kompletní čelist rodu Sivapithecus. Ta se s dosavadními nálezy Ramapitheca shodovala ve všech detailech, jen tvar zubního oblouku byl sevřený do tvaru písmene U jako u orangutanů. Ukázalo se, že mnohem zlomkovitější ostatky rodu Ramapithecus byly chybně rekonstruovány a slepeny, takže zuby vytvářely parabolický oblouk, blízký tvaru lidské čelisti.
Na základě tohoto nálezu byla teorie o původu člověka z rodu Ramapithecus na počátku 80. let 20. století opuštěna. Napomohl tomu i rychlý rozvoj genetických studií, zejména takzvaná metoda molekulárních hodin a s tím související zpřesnění doby vzniku jednotlivých linií hominidů. Současně byla rozeznána značná podobnost ostatků Ramapitheca s nálezy, řazenými do rodu Sivapithecus.
V současné době převládá názor, že Ramapitek je totožný se Sivapitekem, respektive se jedná o samici a samce téhož rodu. To jen potvrzuje předpoklad, že Ramapithecus nebyl předkem moderního člověka, neboť rod Sivapithecus je příbuzný spíše současným orangutanům.